# Памела Тіффін
Памела Тіффін Вонсо (англ. Pamela Tiffin Wonso; 13 жовтня 1942, Оклахома-Сіті, Оклахома — 2 грудня 2020, Нью-Йорк) — американська акторка та модель.

## Життєпис
Народилась 13 жовтня 1942 року в Оклахома-Сіті, Оклахома, в родині Стенлі Вонсо, архітектора, та Грейс Тіффін, які мали російське та британське коріння. У 13 років розпочала кар'єру моделі, і швидко досягла успіху. По завершенні школи навчалася у Гантерському коледжі. 1960 року знялася у короткометражці «Музика Вільямсбурга». Наступного року продюсер Гал Б. Волліс запросив її на другорядні ролі у фільмах «Літо і дим» за однойменною п'єсою Теннессі Вільямса та «Один, два, три» Біллі Вайлдера, які принесли їй номінації на премію Золотий глобус у категоріях Найкраща акторка-новачок та Найкраща акторка другого плану відповідно.
Наступні роки активно знімалася в кіно та на телебаченні. 1965 року вона з'явилась у вестерні «Стежка Алілуя» з Бертом Ланкастером та Лі Ремік, а також в італійській стрічці «Сьогодні, завтра, післязавтра» з Марчелло Мастрояні. 1967 року отримала премію Театральний світ (Theatre World Award) за роль у бродвейській постановці п'єси «Обід о восьмій» Джорджа Кауфмана та Едни Фарбер. Того ж року переїхала до Італії, де також активно знімалася. 1969 року зіграла головні жіночі ролі у фільмах «Віва, Макс!» з Пітером Устіновим, та успішній комедії «Архангел» Джорджіо Капітані, де її партнером став Вітторіо Гассман. У лютому того ж року знялася для журналу «Playboy». 1973 року вона, Франко Неро та Ентоні Квінн виконали головні ролі у фільмі «Друзі» Паоло Кавара.
Памела Тіффін померла 2 грудня 2020 року у Нью-Йорку від інфаркту в 78-річному віці.

## Особисте життя
1962 року Тіффін вступила у шлюб з журналістом Клеєм Фелкером, співзасновником «New York Magazine». Розлучилися 1969 року.
1974 року другим чоловіком акторки став Едмондо Данон, філософ, син кінопродюсера Марчелло Данона. У подружжя народились двоє дочок — Ехо Анжеліка (нар. 1976) та Аврора (нар. 1981).

## Вибрана фільмографія
| Рік  |    | Українська назва                                                                                          | Оригінальна назва                                                                                               | Роль                        |
| ---- | -- | --- | --- | --------------------------- |
| 1960 | кф | Музика Вільямсбурга                                                                                       | Music of Williamsburg                                                                                           | мірошниківна                |
| 1961 | ф  | Літо і дим                                                                                                | Summer and Smoke                                                                                                | Нелл Юелл                   |
| 1961 | ф  | Один, два, три                                                                                            | One, Two, There                                                                                                 | Скарлет Гейзелтін           |
| 1962 | ф  | Ярмарок                                                                                                   | State Fair | Марджі                      |
| 1963 | с  | Втікач | The Fugitive | Рут Нортон                  |
| 1963 | ф  | Лети зі мною                                                                                              | Come Fly with Me                                                                                                | Керол Брюстер               |
| 1964 | ф  | У пошуках задоволення                                                                                     | The Pleasure Seekers                                                                                            | Сюзі Хіггінс                |
| 1965 | ф  | Стежка Алілуя                                                                                             | The Hallelujah Trail                                                                                            | Луїза Герхарт               |
| 1965 | ф  | Сьогодні, завтра, післязавтра                                                                             | Oggi, domani, dopodomani                                                                                        | Пепіта                      |
| 1966 | ф  | Гарпер | Harper | Міранда Семпсон             |
| 1968 | ф  | Вбий мене поцілунками                                                                                     | Straziami ma di basi straziami                                                                                  | Маріса Ді Джованні          |
| 1968 | ф  | Головні герої                                                                                             | I prptagonisti                                                                                                  | Габріела                    |
| 1969 | ф  | Віва, Макс!                                                                                               | Viva, Max! | Пола Вітланд                |
| 1969 | ф  | Архангел                                                                                                  | L'arcangelo | Глорія Біанчі               |
| 1969 | ф  | Майже досконалий злочин                                                                                   | The Almost Perfect Crime                                                                                        | Енні Робсон                 |
| 1971 | ф  | Чорний день для Овна                                                                                      | Giornata nera per l'ariete                                                                                      | Лу                          |
| 1971 | ф  | Справа Коза Ностра                                                                                        | Cose di Cosa Nostra                                                                                             | Кармела, дружина Сальваторе |
| 1971 | ф  | Вікінг з півдня                                                                                           | Il vichingo venuto dal sud                                                                                      | Карен                       |
| 1973 | ф  | Даму згвалтували!                                                                                         | La signora e stata violentata!                                                                                  | Памела Траверсі             |
| 1973 | ф  | Друзі | Los amigos | Сюзі, повія                 |
| 1973 | ф  | Вбий мене, моя любов                                                                                      | Kill Me, My Love                                                                                                | Лорен Бакстер               |
| 1974 | ф  | Бріжіт, Лаура, Урсула, Моніка, Ракель, Ліз, Флорінда, Барбара, Клаудія, Софія, я всіх називаю... душа моя | Brigitte, Laura, Ursula, Monica, Raquel, Litz, Florinda, Barbara, Claudia, e Sofia le chiamo tutte... anima mia | Паола, журналістка          |